# Kogenheim
Kogenheim je občina v departmaju Bas-Rhin francoske regije Alzacija.
Leta 1990 je v občini živelo 842 oseb oz. 71 oseb/km².